# Делан, Пер Юсеф
Пер Юсеф Делан (швед. Pierre Joseph Deland; 13 декабря 1805 — 13 ноября 1862) — шведский актёр и режиссёр.

## Биография
Родился 13 декабря 1805 года. Племянник шведского артиста и балетмейстера Луи Деланда и брат артиста Фредрика Делана.
В 1825—1832 годах играл в антрепризах. В 1833 году создал свою труппу: зимой играли в провинции (преимущественно в Уппсале), летом — в стокгольмском театре Юргордена.
С 1840 по 1850 годы регулярно гастролировали в Финляндии, выступая на сцене Шведского театра в Або.
Скончался 13 ноября 1862 года.

## Творчество
Труппы играла большей частью пьесы романтиков — А. Бланша («Магистр Блекстадиус», «Странствующая труппа», «Богатый дядя»), Т. Сефстрема, Ф. Хедберга, А. Эленшлегера («Аксель и Вальборг», «Хагбарт и Сигне»), В. Гюго («Анджело»), Ф. Шиллера («Разбойники», «Коварство и любовь»).
Романтически трактовались и трагедии У. Шекспира. Ставились также мелодрамы А. Коцебу, водевили Э. Скриба. Делан Играл характерные и комедийные роли в комедиях А. Бланша, X. Херца, И. К. Хострупа, водевилях А. Хейберга, Э. Скриба.
В 1861 году труппа Делана распалась.